# Fear No Evil (Slaughter)
Fear No Evil è il terzo album in studio del gruppo musicale statunitense Slaughter. Venne registrato mentre il gruppo si trovava ancora sotto contratto con la Chrysalis Records, tuttavia fu pubblicato solo dopo l'accordo con la nuova etichetta CMC International nei primi mesi del 1995.
Le tracce Prelude e Unknown Destination sono state utilizzate per il lungometraggio Dragon Ball Z: La storia di Trunks.

## Tracce
Tutte le canzoni sono state scritte, arrangiate e prodotte da Mark Slaughter & Dana Strum.
1. Live Like There's No Tomorrow – 5:45
2. Get Used to It – 3:34
3. Searchin' – 4:27
4. It'll Be Alright – 5:14
5. Let the Good Times Roll – 3:31
6. Breakdown n' Cry – 6:07
7. Hard Times – 5:56
8. Divine Order – 1:10
9. Yesterday's Gone – 5:12
10. Prelude – 1:55
11. Outta My Head – 3:51
12. Unknown Destination – 5:29

Traccia bonus dell'edizione giapponese
1. For Your Dreams – 5:44

## Formazione

### Gruppo
- Mark Slaughter – voce, chitarra ritmica, tastiere
- Tim Kelly – chitarra solista, cori
- Dana Strum – basso, cori
- Blas Elias – batteria, cori

### Altri musicisti
- Rich Davino – basso, chitarra, tastiere
- Chad Taylor – chitarra